# Pneumatopteris jermyi
Pneumatopteris jermyi är en kärrbräkenväxtart som beskrevs av Holtt. Pneumatopteris jermyi ingår i släktet Pneumatopteris och familjen Thelypteridaceae. Inga underarter finns listade.